# Renale Adysplasie
Die Renale Adysplasie (Kombination von Aplasie und Dysplasie) ist eine sehr seltene angeborene Erkrankung mit Nierenfehlbildungen, meist ein- oder beidseitiger Dysplasie oder Aplasie.
Synonyme sind: englisch renal Hypoplasia/Aplasia 1; RHDA1; Hereditary Renal Aplasia; HRA
Der Begriff wurde im Jahre 1973 mit der Erstbeschreibung durch den US-amerikanischen Humangenetiker und Pädiater Richard M. Buchta und Mitarbeiter geprägt.

## Verbreitung
Die Häufigkeit ist nicht bekannt, die Vererbung erfolgt autosomal-dominant.

## Ursache
Je nach zugrunde liegender Mutation können folgende Typen unterschieden werden:
- Typ 1 mit Mutationen im ITGA8-Gen im Chromosom 10 an Genlocus p13[4]
- Typ 2 mit Mutationen im FGF20-Gen im Chromosom 8 Genort p22[5]

## Klinische Erscheinungen
Klinische Kriterien sind:
- Fehlende, hypoplastische oder dysplastische Niere ein- oder beidseits
- zusätzliche Fehlbildungen an Herz, Lunge und Urogenitaltrakt